# Vladimir Raskatov
Vladimir Raskatov (Unión Soviética, 23 de octubre de 1957 - 11 de enero de 2014) fue un nadador soviético especializado en pruebas de estilo libre, donde consiguió ser subcampeón olímpico en 1976 en los 4x200 metros.

## Carrera deportiva
En los Juegos Olímpicos de Montreal 1976 ganó la medalla de bronce en los 400 metros libre, con un tiempo de 3:55.76 segundos, tras los estadounidenses Brian Goodell  que batió el récord del mundo con 3:51.93 segundos, y Tim Shaw; en cuanto a las pruebas por equipo, ganó la plata en los relevos de 4x200 metros libre, tras Estados Unidos y por delante de Reino Unido.